# Colwinston

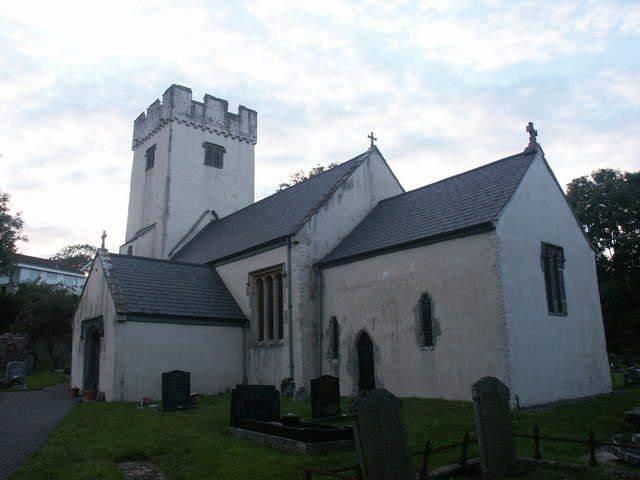
L'Église, Colwinston

Colwinston est un village et une communauté dans la vallée de Glamorgan, au Pays de Galles, environ 4 miles (6.4 km) au sud-est du centre de Bridgend et 21 miles (34 km) à l'ouest du centre de Cardiff. 
Il est associé au romancier Agatha Christie. Elle a régulièrement visité le village, et ses descendants vivent toujours à dans le manoir historique de Pwllywrach. 
L'église originale de Norman St Michael à Colwinston est réputée avoir été construite en 1111. L'église a été restaurée en 1879 et à nouveau dans les années 1970 et 2000. L'médiévale église paroissiale est un bâtiment classé Grade 1,. 